# Noctiluca
Genre
Noctiluca est un genre d'organismes vivants unicellulaires eucaryotes appartenant au groupe des Dinophytes. 
Il est fréquent d'en trouver à la surface des mers chaudes.

## Liste des espèces
- Noctiluca scintillans (Macartney, 1810) Kofoid & Swezy, 1921 = Noctiluca miliaris Suriray ex Lam., 1816